# Тол Ересеа
Тол Ересеа е измислен остров, описан във фентъзи-произведенията на английския писател Джон Роналд Руел Толкин.
Съгласно описанието, Тол Ересеа е голям остров, откъдто идват малорновите дървета. Името може да се преведе от елфически като „Самотния остров“, защото първоначално се намирал в средата на Белегаер, далеч от друга замя.
Богът на водите Улмо бутал острова напред и назад през Белегаер два пъти, за да пренесе елфите в Аман. След това той останал завинаги близо до източния бряг на континента в залива Елдамар, и бил населен от Телери, докато не отишли в Алкуалонде.
В края на Първата епоха много от Едарите изгнаници от Средната земя (и Телери, които никога не са я напускали) отиши в Аман и заживели на Тол Ересеа.
В ранни версии от Толкиновата фантастика (виж „История на Средната земя“), островът бил посетен по-късно от англосаксонски пътешественик Елфвине (или в по-ранни варианти Ериол), от чийто записки са написани легендите от „Силмарилион“.